# Andrew Sockalexis

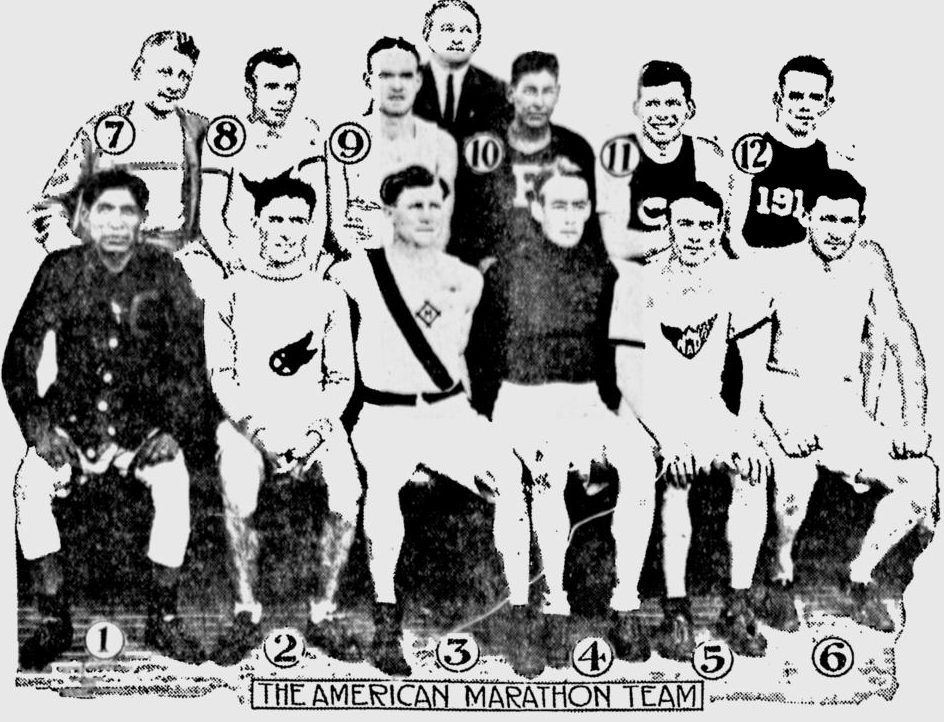
Das Marathon-Team der Carlisle Indian Industrial School:
Andrew Sockalexis stehend mit der Nr. 10; sitzend links mit der Nr. 1 Lewis Tewanima, mit der Nr. 2 Gaston Strobino

Andrew Sockalexis (* 11. Januar 1891 in Old Town, Maine; † 16. August 1919 in Oxford, Maine) war ein US-amerikanischer Langstreckenläufer.
Andrew Sockalexis wuchs im US-Bundesstaat Maine auf. Er war indianischer Abstammung vom Stamm der Penobscot. 1911 siedelte er nach Boston über und besuchte dort die Carlisle Indian Industrial School. Hier wurde er Mitglied der Leichtathletikmannschaft und war Teamkamerad von Lewis Tewanima.
Sockalexis hatte sich auf den Langstreckenlauf spezialisiert. Seinen ersten Marathon absolvierte er 1911, als er beim Boston-Marathon Platz 17 belegte. Hier wurde seine Renntaktik deutlich. Sockalexis bevorzugte es, das Rennen langsam anzugehen und mit einem starken Finish zu beenden. Beim Boston-Marathon 1912 wurde er Zweiter mit seiner persönlichen Bestleistung von 2:21:53 h. Dies bedeutete für ihn die Qualifikation für die Olympischen Spiele 1912 in Stockholm.
Beim Olympiamarathon von Stockholm belegte er mit über fünf Minuten Rückstand auf den Sieger Ken McArthur aus Südafrika Rang vier. Auf die Bronzemedaille, die sein Teamkamerad Gaston Strobino gewann, lag er fast dreieinhalb Minuten zurück.
Beim Boston-Marathon 1913 wurde er wieder Zweiter. Kurz darauf heiratete er Pauline Shay, ebenfalls vom Stamm der Penobscot. Sockalexis absolvierte in der Folgezeit mehrere Straßenrennen, trat jedoch nie wieder beim Boston-Marathon an. Nach einem 15-Meilen-Rennen in Maine erkrankte er an Tuberkulose. Am 16. August 1919 starb er im Alter von 28 Jahren an den Folgen der Krankheit.
1984 wurde Andrew Sockalexis in die Maine Sports Hall of Fame aufgenommen.